# قلوب شابة
قلوب شابة (بالبرتغالية: Malhação‏) هو مسلسل دراما تم إنتاجه في البرازيل. بدأ عرضه في سنة 1995. بلغ عدد مواسم المسلسل 27 موسما، بلغ عدد حلقاته 6082 حلقة، وتبلغ مدة الحلقة الواحدة 30 دقيقة. تم بث المسلسل لأول مرة بتاريخ 24 أبريل 1995. من بطولة لوانا بيوفاني، فرناندا رودريغز، كاسيا لينهاريس وجوليانا باروني. يبث حاليا على قناة قناة غلوبو. يروي المسلسل قصص الحياة اليومية للمراهقين، والصراعات اليومية، والعلاقات الشخصية التي تحتل محور التركيز في جميع المواسم. في كل موسم يكون هناك زوجين مختلفين من يحتلان جوهر القصة كلها.

## وصلات خارجية
- قلوب شابة على موقع IMDb (الإنجليزية)
- قلوب شابة على موقع كينوبويسك (الروسية)
- قلوب شابة على موقع قاعدة بيانات الفيلم (الإنجليزية)